# Settimo Termini
Settimo Termini (Petralia Sottana, 1º luglio 1945) è un fisico e cibernetico italiano.

## Biografia
Laureato in fisica presso l'Università degli Studi di Palermo nel 1968, è professore ordinario di Cibernetica e di Informatica Teorica nella stessa università a partire dal 1990.
È noto per aver introdotto negli anni 1970, insieme ad Aldo De Luca, il concetto di misure di fuzziness nella logica fuzzy.
Dopo avere lavorato presso il Consiglio nazionale delle ricerche, ha vinto il concorso a cattedra presso l'Università di Perugia. È stato condirettore della rivista "Lettera matematica", edita dalla Springer per il Centro PRISTEM dell'Università commerciale Luigi Bocconi.
È stato direttore dell'Istituto di Cibernetica "Eduardo Caianiello" dal 2002 al 2009.
È inoltre uno dei traduttori in lingua italiana del saggio di Douglas Hofstadter Gödel, Escher, Bach: un'eterna ghirlanda brillante. Ha curato i capitoli riguardanti l'Intelligenza artificiale.

## Opere
- (EN) Settimo Termini, Heinz J. Skala, Aspects of Vagueness, Springer Verlag, 1984, ISBN 978-90-277-1692-7.
- (EN) Settimo Termini, Imagination and Rigor. Essays on Eduardo R. Caianiello's Scientific Heritage, Springer Verlag, 2006, ISBN 978-88-470-0320-0.
- Settimo Termini, Pietro Greco, Contro il declino. Una (modesta) proposta per un rilancio della competitività economica e dello sviluppo culturale in Italia, Codice, 2007, ISBN 978-88-7578-084-5.